# NGC 5011
NGC 5011 is een elliptisch sterrenstelsel in het sterrenbeeld Centaur. Het hemelobject werd op 3 juni 1834 ontdekt door de Engelse astronoom John Herschel.

## Synoniemen
- NGC 5011
- ESO 269-65
- MCG -7-27-42
- DCL 528
- PGC 45898